# Thayeria boehlkei
Thayeria boehlkei és una espècie de peix de la família dels caràcids i de l'ordre dels caraciformes.

## Morfologia
- Els mascles poden assolir 3,2 cm de llargària total.[2]

## Reproducció
En captivitat, la femella pon un gran nombre d'ous, els quals es desclouen al cap de 20-24 hores.

## Alimentació
Menja cucs, insectes petits i crustacis.

## Hàbitat
Viu en zones de clima tropical entre 22 °C - 28 °C de temperatura.

## Distribució geogràfica
Es troba a Sud-amèrica: conques dels rius Amazones al Perú i de l'Araguaia al Brasil.